# Hans-Erich Voss
Hans-Erich Voss   (Angermünde, 30 d'octubre de 1897 - Berchtesgaden, 18 de novembre de 1969)(o Voß, vegeu ß) va ser un Vicealmirall alemany i un dels últims ocupants del Führerbunker durant la batalla de Berlín el 1945. Fou una de les últimes persones en veure tant Adolf Hitler com Joseph Goebbels amb vida abans que se suïcidessin.

## Carrera
Voss es va graduar a l'Acadèmia Alemanya Naval el 1917 i va servir en la marina alemanya de la República de Weimar i tot el període nazi. El 1942, va ser comandant del creuer pesant Prinz Eugen, i es va reunir amb Joseph Goebbels, llavors Ministre de Propaganda del Reich, quan va acompanyar a un grup de periodistes en un recorregut per la nau. Com a resultat d'aquesta reunió, Goebbels va aconseguir que Voss fos nomenat oficial d'enllaç de Hitler era el març de 1943.
Voss era present a Wolfsschanze a la sala de reunions quan els conspiradors van intentar assassinar Hitler 20 de juliol de 1944. Encara que Hitler va sobreviure amb ferides menors, tres oficials i un taquígraf van ser fatalment ferits i van morir poc després. Voss també va resultar ferit en l'explosió d'una bomba, però es va recuperar ràpidament. Es va convertir en un beneficiari de la Placa de la ferida (Das Verwundetenabzeichen, 20 de juliol de 1944). La seva medalla es va actualitzar en plata i finalment or, perquè va ser ferit diverses vegades després de l'adjudicació inicial. Voss va ser l'únic membre de la Wehrmacht que van rebre les tres insígnies.

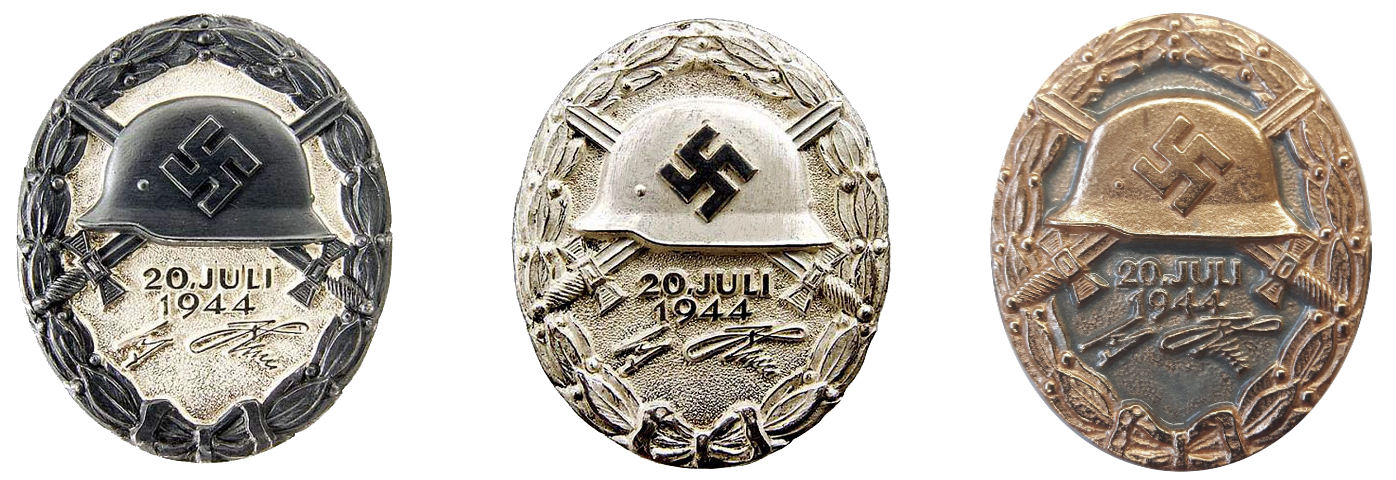
Les tres medalles de la Ferida

En la seva qualitat de Funcionari d'Enllaç Kriegsmarine, Voss acompanya a Hitler, Goebbels, i els seus acompanyants en el Führerbunker a l'edifici de la Cancelleria del Reich al centre de Berlín el gener de 1945. En els mesos finals del Tercer Reich, Voss es va convertir en un col·laborador proper de Goebbels i la seva esposa Magda Goebbels. Era conscient que Goebbels havia decidit que no deixaria el búnquer.
Voss va ser capturat per l'Exèrcit Roig. Va ser portar al búnquer per a ser interrogats i identificar els cossos calcinats de Joseph i Magda Goebbels i els cadàvers dels seus fills. El 1952 va ser condemnat a 25 anys de presó, però el desembre de 1954 va ser alliberat i lliurat a les autoritats d'Alemanya Oriental.
Voss va morir a Berchtesgaden, a Baviera el 1969.

## Promocions
Bootsmann (27 de gener de 1916)
 Fähnrich zur See (19 d'abril de 1916)
 Leutnant zur See (17 de setembre de 1917)
 Oberleutnant zur See (10 de gener de 1921)
 Kapitänleutnant (1 de gener de 1928)
 Korvettenkapitän (1 d'octubre de 1934)
 Fregattenkapitän (1 de novembre de 1937)
 Kapitän zur See (1 de novembre de 1939)
 Konteradmiral (1 de març de 1944)
 Vizeadmiral (1 d'agost de 1944)

## Condecoracions
Creu de Ferro de 2a classe (27 d'agost de 1917)
  Creu del Mèrit Militar (Mecklenburg-Schwerin) de 2a classe (20 de setembre de 1918)
 Creu d'Honor 1914-1918 amb Espases (30 de novembre de 1934)
 Medalla dels 18 anys de Servei a la Wehrmacht
 Orde de la Corona de 3a classe - 1 de juny de 1939 (Iugoslàvia)
 Barra de 1939 a la Creu de Ferro 1914 de 2a Classe – (1 d'octubre de 1939)
 Creu Espanyola en Plata (27 de març de 1940)
 Creu de Ferro de 1a classe (1 d'octubre de 1940)
 Creu de Comandant amb Espases de l'orde de l'Estrella de Romania (14 de març de 1942)
 Insígnia de la Flota de Guerra d'Alta Mar (7 de setembre de 1942)
 Orde de la Corona del Rei Zvonimir de 1a Classe amb Espases - 26 de setembre de 1942 (Estat Independent de Croàcia)
 Creu de Comandant amb Espases de l'Orde de Sant Alexandre (Tercer Imperi Búlgar)
 Orde del Tresor Sagrat de 3a Classe (Imperi del Japó)
 Insígnia de Ferits del 20 de juliol de 1944 en Negre, Plata i Or